# Мужская сборная Тринидада и Тобаго по баскетболу 3×3
Мужская сборная Тринидада и Тобаго по баскетболу 3×3 представляет Тринидад и Тобаго на международных соревнованиях по баскетболу 3×3. Управляющим органом является Национальная федерация баскетбола Тринидада и Тобаго (англ. National Basketball Federation of Trinidad and Tobago).
По состоянию на 13 сентября 2024, мужская сборная Тринидада и Тобаго по баскетболу 3×3 занимает 144-е место в мировом рейтинге ФИБА мужских сборных по баскетболу 3×3.

## Результаты выступлений
| Турнир                           | Золото | Серебро | Бронза | Всего |
| -------------------------------- | ------ | ------- | ------ | ----- |
| Чемпионат Америки (3×3 AmeriCup) | —      | —       | —      | —     |
| Панамериканские игры             | 0      | 0       | 1      | 1     |
| Игры Содружества                 | —      | —       | —      | —     |
| Итого                            | 0      | 0       | 1      | 1     |

### Чемпионат Америки по баскетболу 3×3 (AmeriCup)
| Год         | Место          | Игры           | Победы         | Поражения      | Состав команды                                                       |
| ----------- | -------------- | -------------- | -------------- | -------------- | -------------------------------------------------------------------- |
| 2021        | не участвовали | не участвовали | не участвовали | не участвовали | не участвовали                                                       |
| Майами 2022 | 4              | 5              | 2              | 3              | Moriba De Freitas, Ahkeel Jalanie Boyd, Adrian Joseph, Nathyon Lewis |
| 2023        | не участвовали | не участвовали | не участвовали | не участвовали | не участвовали                                                       |

### Панамериканские игры
| Год           | Место          | Игры           | Победы         | Поражения      | Состав команды                                               |
| ------------- | -------------- | -------------- | -------------- | -------------- | ------------------------------------------------------------ |
| 2019          | не участвовали | не участвовали | не участвовали | не участвовали | не участвовали                                               |
| Сантьяго 2023 | 3              | 5              | 3              | 2              | Chike Augustine, Ahkeel Boyd, Ahkeem Boyd, Moriba De Frietas |

### Игры Содружества
| Год            | Место | Игры | Победы | Поражения | Состав команды                                                 |
| -------------- | ----- | ---- | ------ | --------- | -------------------------------------------------------------- |
| Бирмингем 2022 | 8     | 3    | 0      | 3         | Adrian Joseph, Kemrick Julien, Steven Lewis, Sheldon Christian |